# Décès en 1179
Décès
- 1175
- 1176
- 1177
- 1178
- 1179
- 1180
- 1181
- 1182
- 1183

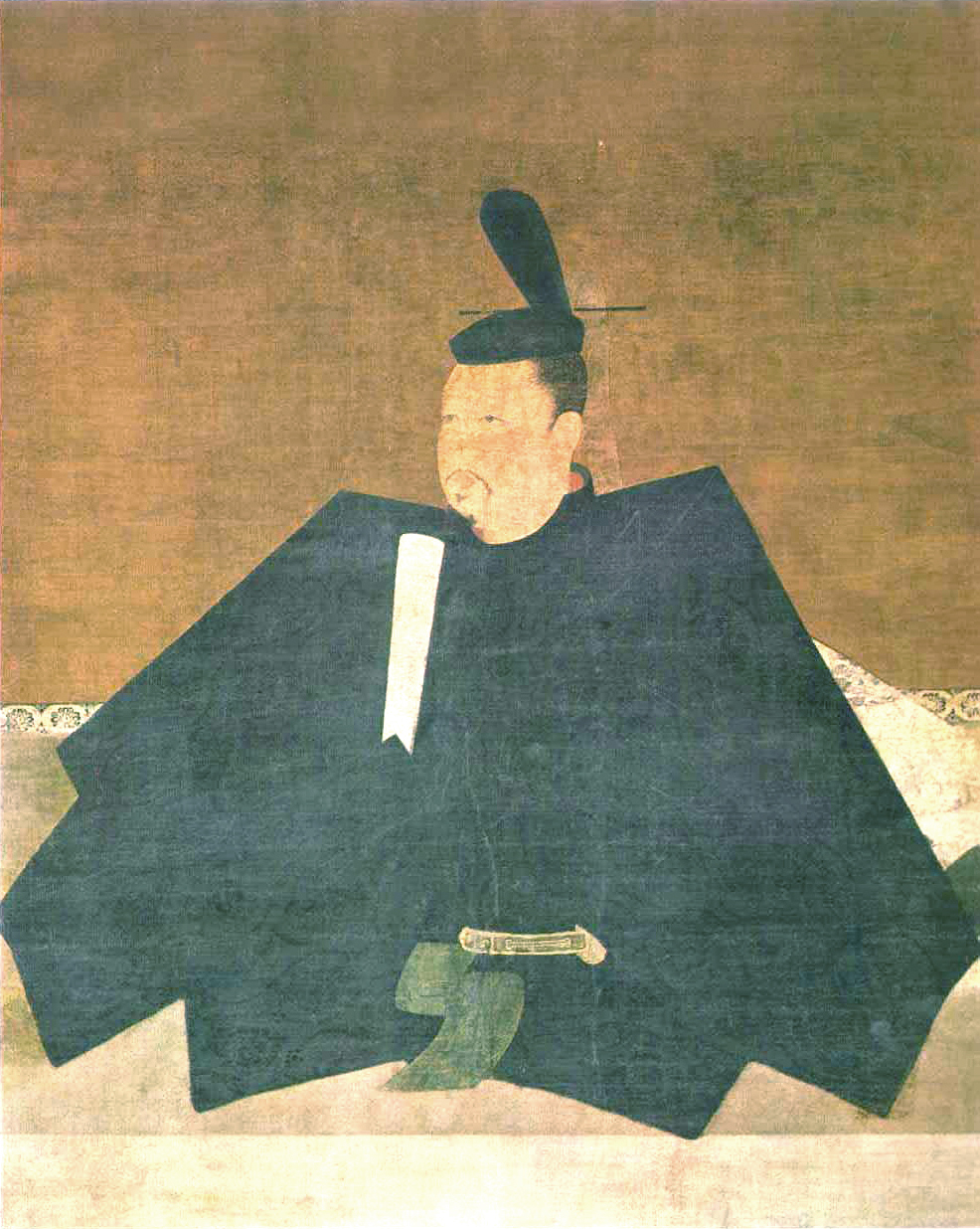
Taira no Shigemori, mort en 1179.

Cette page dresse une liste de personnalités mortes au cours de l'année 1179 :
- 1er juin : Richard de Bohon, évêque de Coutances.
- 18 juin : Erling Skakke, jarl norvégien.
- 14 juillet : Richard de Luci,  lord d'Ongar (Essex), justiciar en chef d'Angleterre, soldat et administrateur.
- 20 août : Guillaume le Gros, lord d'Holderness, comte d'Aumale et 1er comte d'York.
- 2 septembre : Taira no Shigemori, samouraï.
- 17 septembre : Hildegarde de Bingen, religieuse bénédictine mystique, compositrice et femme de lettres franconienne, sainte de l'Église catholique.
- 25 septembre : Roger de Bailleul, moine français.
- 9 octobre : Eudes de Saint-Amand, 8e maître de l'Ordre du Temple.
- 12 octobre :  Pierre le Mangeur, théologien.
- 27 septembre : Guyomarch IV de Léon, vicomte de Léon.

- Abraham ben Isaac de Narbonne, rabbin et kabbaliste provençal.
- Sancha de Castille, infante de Castille, reine de Navarre.
- Inkei, artiste sculpteur japonais.
- Errico Moricotti, cardinal italien.
- Shunkan, moine bouddhiste japonais.

date incertaine (vers 1179)
- Onfroy II de Toron, seigneur de Toron, connétable du royaume de Jérusalem.

## Crédit d'auteurs
- Cet article est partiellement ou en totalité issu de l'article intitulé « 1179 » (voir la liste des auteurs).